# Хосе Луис де Оливеира
Хосе Луиз "Зе Луиз" де Оливеира (рођен 16. новембра 1904, датум смрти није познат) био је бразилски фудбалер. Играо је за фудбалску репрезентацију Бразила на ФИФА Светском купу 1930. године.
Играо је клупски фудбал за Палмеирас и Сао Кристовао, победивши 1926. године Кампеонато Кариока са Сао Кристоваом.

## Трофеји

### Клуб
- Кампеонато Кариока (1):

Сао Кристовао: 1926